# Banzo

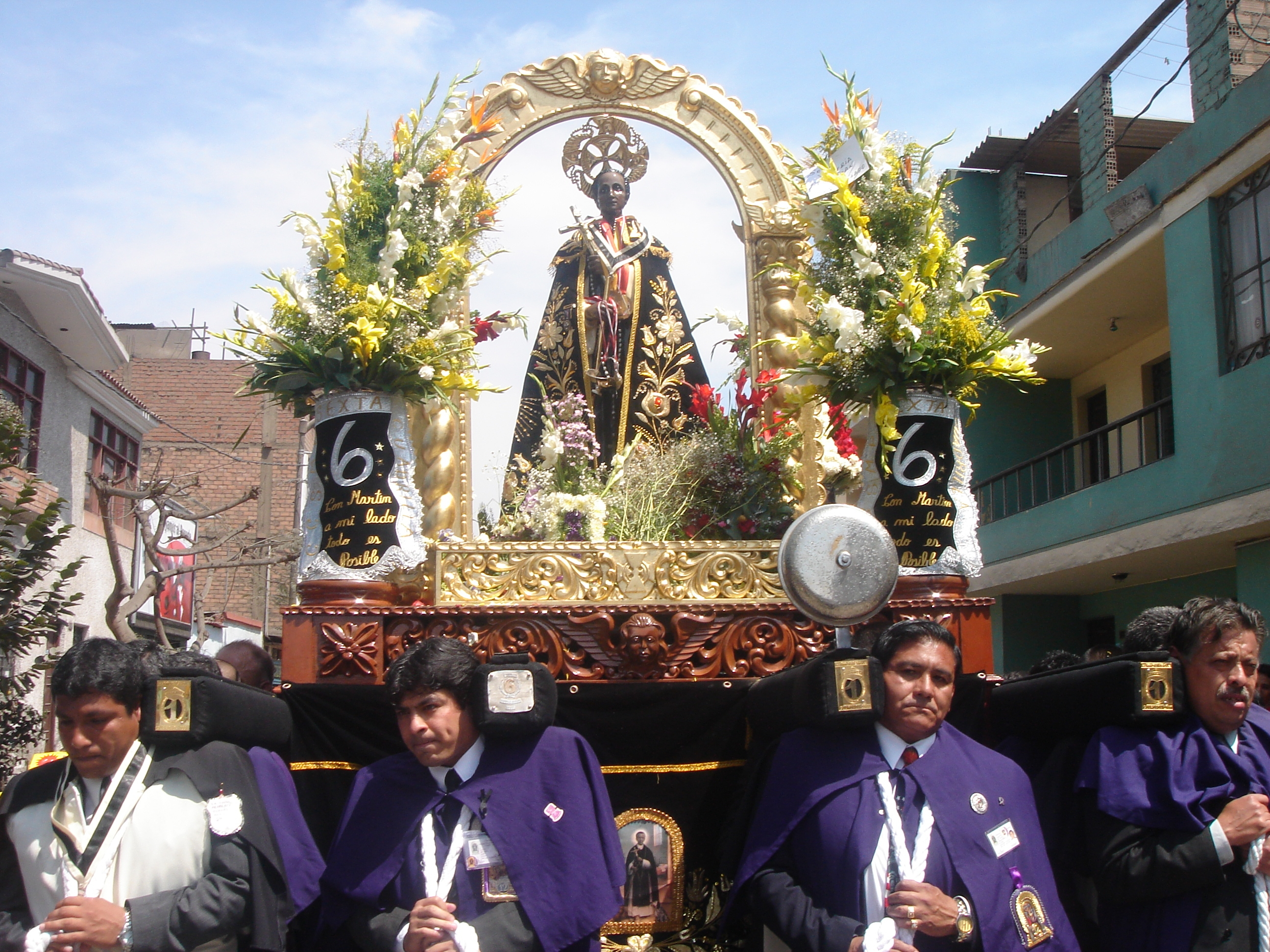
Procesión de San Martín de Porres, se observa a cuatro hombres cargando cuatro banzos sobre sus hombros que sostienen el armazón donde se encuentra la imagen del santo.

Se denomina banzo a cada uno de los dos travesaños de madera a veces provistos de almohadillas que se utilizan como soporte para el armazón de madera sobre el que se sitúa las imágenes religiosas, y son cargados sobre los hombros de los hombres,  durante las procesiones religiosas.
En muchos sitios de España el derecho a llevar a las imágenes religiosas en hombros durante las procesiones se subastan entre los feligreses.